# Girl Scouts of the USA
Girl Scouts of the United States of America (GSUSA) to skautowa organizacja dla dziewcząt w USA. Organizacja ta należy do Światowego Stowarzyszenia Przewodniczek i Skautek (WAGGGS).
Siedziba Główna organizacji mieści się w Nowym Jorku, liczy około 20,7 miliona skautek (2005), powstała 12 marca 1912 roku, a za twórcę uważana jest Juliette Gordon Low. Aktualną Naczelniczką skautek jest Kathy Cloninger.